# Cremastus balteatus
Cremastus balteatus là một loài tò vò trong họ Ichneumonidae.